# Peltodytes bradleyi
Peltodytes bradleyi is een keversoort uit de familie watertreders (Haliplidae). De wetenschappelijke naam van de soort is voor het eerst geldig gepubliceerd in 1961 door Young.